# 山田孝野次郎

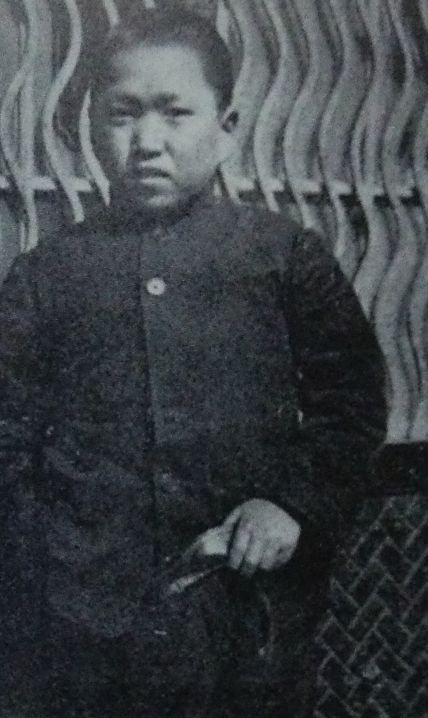
1923年

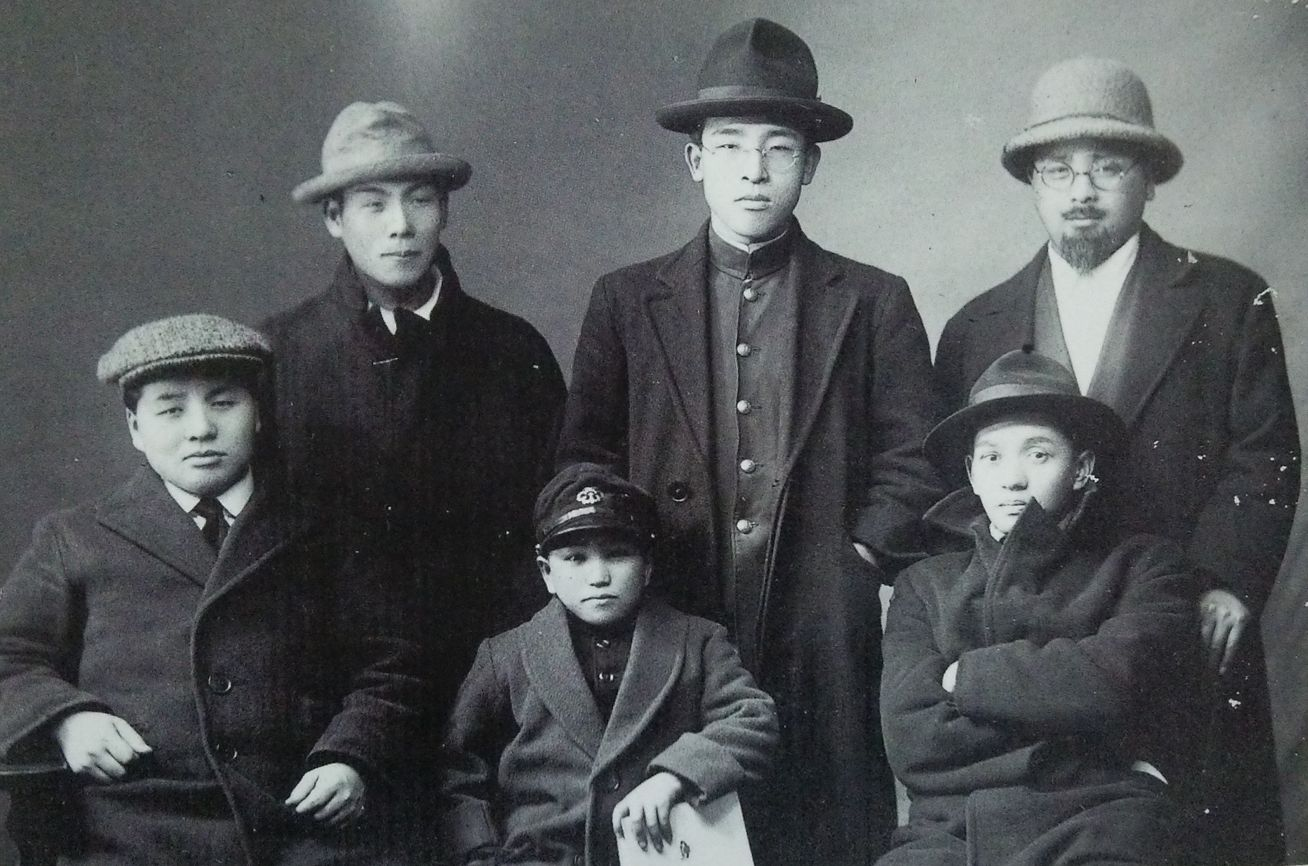
1924年全国水平社大会記念写真。前列中央が山田

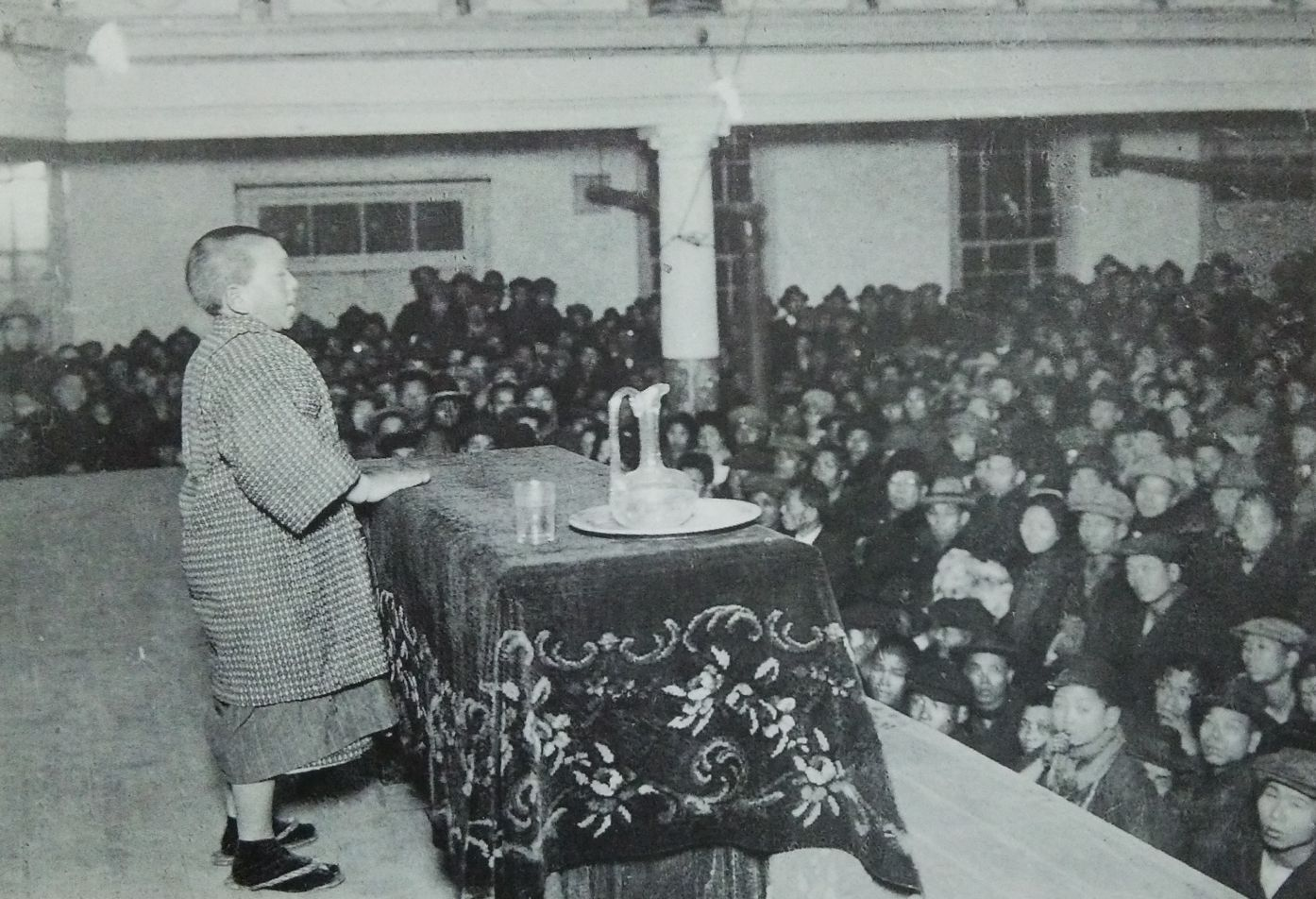
1924年全国水平社大会演説

山田 孝野次郎（やまだ このじろう、1906年（明治39年）2月25日 - 1931年（昭和6年）3月9日）は、日本の社会運動家（水平運動家）。少年水平社の設立者。奈良県出身。別名は次郎、また 山田少年 と呼ばれることもある。

## 来歴
奈良県南葛城郡掖上村（わきがみむら）柏原北方（かしはらきたほう、現在の御所市）生まれ。被差別部落出身である。小人症と診断され「成人になるまで生きられない」と言われた。
1922年（大正11年）3月3日、京都の岡崎公会堂で行われた全国水平社創立大会で少年代表として演説を行い、次のように呼び掛けた。
「わたし、これまで役所の役人の方や学校の先生方の講話を聞きました。それらの方々は、口をそろえて平等の必要を叫び、人と人との差別は不合理だといいます。そして差別的感情などは少しも無いように言われます。でも、実際には、なんと冷たい目でしょうか。みなさん、大人も子供も一斉に立ちあがって、差別を打ち破りましょう。そして光り輝く新しい世の中にしましょう。」
以来、ずば抜けた演説の才能を発揮し、全国各地の水平社創立に努力したが、1931年に脳腫瘍のため25歳で福岡市金平の高丘稔宅で没した。その死を惜しんで九州水平社の葬儀の一週間後に行われた水平社葬では、約2000人の同志が駆け付けた。葬儀は地元の西光寺で行われた。
碑が立っている場所の西隣には孝野次郎が通っていた掖上尋常小学校（現・掖上小学校）がある。碑の表には「山田孝野次郎君之碑」と刻まれ、裏には「昭和6年3月9日 没 同11年9月全国水平社建立」と刻まれている。